# Mercedes (Samar Oriental)
Mercedes é um município de  quinta classe de renda municipal (d) na província Samar Oriental, nas Filipinas. De acordo com o censo de 1 de maio  de  2020 possui uma população de 6 112 pessoas e 1 620 domicílios.